# 7207 Hammurabi
A 7207 Hammurabi (ideiglenes jelöléssel 2133 P-L) a Naprendszer kisbolygóövében található aszteroida. Cornelis Johannes van Houten, Ingrid van Houten-Groeneveld és Tom Gehrels fedezte fel 1960. szeptember 24-én.